# Landkreis Speyer
Der Landkreis Speyer war ein Landkreis in Rheinland-Pfalz. Sitz der Kreisverwaltung war die namensgebende Stadt Speyer, die dem Landkreis selbst allerdings nicht angehörte. Bis zu seiner Auflösung war der Landkreis Speyer der flächenmäßig kleinste Landkreis in Deutschland.

## Geographie
Der Landkreis grenzte Anfang 1969 im Uhrzeigersinn, im Nordwesten beginnend, an den Landkreis Ludwigshafen am Rhein (in Rheinland-Pfalz), an den Landkreis Mannheim (in Baden-Württemberg), an die kreisfreie Stadt Speyer (in Rheinland-Pfalz), an den Landkreis Bruchsal (in Baden-Württemberg) sowie an die Landkreise Germersheim und Neustadt an der Weinstraße (beide wiederum in Rheinland-Pfalz).

## Geschichte
Der Landkreis geht auf das Landkommissariat Speyer und dem daraus 1862 hervorgegangenen bayerischen Bezirksamt Speyer zurück. Zum Bezirksamt Speyer gehörte zunächst auch der Raum Ludwigshafen. 1886 wurde der Nordteil des Bezirksamts rund um die Stadt Ludwigshafen aus dem Bezirksamt Speyer herausgelöst und bildete seitdem das Bezirksamt Ludwigshafen am Rhein.
Die Stadt Speyer schied am 1. März 1920 aus dem Bezirksamt aus und wurde zur kreisunmittelbaren Stadt. 1939 wurde das Bezirksamt Speyer wie alle bayerischen Bezirksämter in Landkreis umbenannt.
Nach dem Zweiten Weltkrieg wurde der Landkreis Teil der französischen Besatzungszone. Die Errichtung des Landes Rheinland-Pfalz wurde am 30. August 1946 als letztes Land in den westlichen Besatzungszonen durch die Verordnung Nr. 57 der französischen Militärregierung unter General Marie-Pierre Kœnig angeordnet. Es wurde zunächst als „rhein-pfälzisches Land“ bzw. als „Land Rheinpfalz“ bezeichnet; der Name Rheinland-Pfalz wurde erst mit der Verfassung vom 18. Mai 1947 festgelegt.
Im Zuge der Verwaltungsreform ging der Landkreis Speyer am 7. Juni 1969 komplett im Landkreis Ludwigshafen auf, der seit 2004 Rhein-Pfalz-Kreis heißt.

## Bevölkerungsentwicklung
| Datum | Einwohner | Quelle |
| ----- | --------- | ------ |
| 1864  | 31.282    | [ 5 ]  |
| 1885  | 53.646    | [ 6 ]  |
| 1900  | 37.938    | [ 7 ]  |
| 1910  | 43.322    | [ 7 ]  |
| 1925  | 23.761    | [ 7 ]  |
| 1933  | 24.725    | [ 7 ]  |
| 1939  | 25.784    | [ 7 ]  |
| 1950  | 30.026    | [ 7 ]  |
| 1960  | 34.200    | [ 7 ]  |
| 1968  | 37.809    |        |

## Gemeinden
Dem Landkreis gehörten eine Stadt und acht Ortsgemeinden an:
- Berghausen (heute zu Römerberg)
- Dudenhofen
- Hanhofen
- Harthausen
- Heiligenstein (heute zu Römerberg)
- Mechtersheim (heute zu Römerberg)
- Otterstadt
- Schifferstadt, Stadt
- Waldsee

## Kfz-Kennzeichen
Am 1. Juli 1956 wurde dem Landkreis bei der Einführung der bis heute gültigen Kfz-Kennzeichen das Unterscheidungszeichen SP zugewiesen. Es wird in der kreisfreien Stadt Speyer durchgängig bis heute ausgegeben.